# Gaston III de Béarn
Gaston III de Béarn est le fils du vicomte de Béarn Centulle IV le Vieux, mort en 1058.

## Vie
Il ne devint pas lui-même vicomte car il mourut avant la fin du règne de son père (avant 1045 - peut-être en 1035).

Malgré cela il figure dans la suite dynastique sous le nom de Gaston III. L'historien Pierre de Marca (XVIIe siècle) considère qu'il a été associé au pouvoir par son père. Les historiens modernes ne remettent pas en cause cette hypothèse.
Il épousa en 1030 Adalaïs de Lomagne, de qui il eut 3 enfants :
- Centulle qui devint vicomte de Béarn sous le nom de Centulle V ;
- Olive de Béarn ;
- Reine de Béarn.

## Sources
- Pierre Tucoo-Chala, Quand l'Islam était aux portes des Pyrénées : de Gaston IV le Croisé à la croisade des Albigeois, Biarritz, J&D Editions, Biarritz, 1994, 285 p. (ISBN 2-84127-022-X)